# 1950년 미국 상원의원 선거
1950년 미국 상원의원 선거는 1950년 11월 7일에 1950년 미국 하원의원 선거와 같이 치러졌다.

## 선거 결과
| 정당   | 선거결과 | 의석 수 |
| ------ | -------- | ------- |
| 민주당 | 18석     | 49석    |
| 공화당 | 18석     | 47석    |